# IC 278
IC 278 је елиптична галаксија у сазвјежђу Персеј која се налази на листи објеката дубоког неба у Индекс каталогу.
Деклинација објекта је + 37° 45' 59" а ректасцензија 3h 1m 30,4s. Привидна величина (магнитуда) објекта IC 278 износи 13,7 а фотографска магнитуда 14,7. IC 278 је још познат и под ознакама UGC 2481, MCG 6-7-32, CGCG 524-44, PGC 11414.